# Мирні перемовини (роман)
Мирні перемовини (англ. Peace Talks) — книга Джима Бучера в жанрі наукової фантастики та фентезі, що вийшла 14 липня 2020 року. Вона розповідає про пригоди професійного чарівника Гаррі Дрездена, єдиного професійного чарівника сучасного Чикаго. Це шістнадцята книга із серії «Файли Дрездена».

## Короткий опис сюжету
Гаррі Дрезден, який тепер розривається між своїми обов'язками чарівника Білої Ради, обов'язковими Зимового Лицаря та бути батьком для своєї доньки, зв'язується з Зимовою Королевою Маб, щоб служити емісаром Зими на майбутніх мирних переговорах між Фомором та різними іншими підписантів Угод. Навіть коли він це робить, він виявляє, що сили у світі смертних рухаються проти нього та Керрін Мерфі, Біла Рада може зібратися, щоб вигнати його, хтось у змові зі Сторонніми намагається вбити його, а його дідусь Ебенізар Маккой хоче забрати доньку від Гаррі в безпечне місце, поки вона не виросте.
Брат Гаррі, Томас Рейт, нападає на короля Сварталфара на піку переговорів, зазнає невдачі та потрапляє у в'язницю. Лара Рейт використовує прихильність Маб, щоб змусити Гаррі підтримати його, і вони роблять це прямо під час мирних переговорів, щоб Фомор приєдналися до Угод.
Прибувши саме тоді, коли Гаррі та Лара тікають, Король Фомор оголошує відкриту війну поверхні та людству та представляє останнього Титана, що володіє Оком Балора, який без особливих зусиль принижує Маб і залякує майже всіх інших присутніх. Він заявляє, що через кілька годин Фомор підніметься з озера Мічиган і розграбує Чикаго. Акордити усвідомлюють, що це майже напевно означатиме війну на винищення проти надприродного і, швидше за все, призведе до їхнього вимирання… можливо, поки Фомор буде у безпеці у своїх підводних містах.
Гаррі тікає до Демонріча з Томасом, який помирає від голоду. Йому доводиться перехитрити свого дідуся Маккоя, і, нарешті, він виявляє, що Томас — його брат, що викликає огиду та гнів старшого чарівника. Гаррі втікає і ловить Томаса в кристал Стража, ув'язнюючи його в Демонріч, щоб запобігти його смерті.
Лара в гніві нападає на Гаррі, думаючи, що він фактично впіймав Томаса як майбутню пешку. Гаррі легко перемагає її за допомогою духу острова, і вони погоджуються на непросте перемир'я, щоб протистояти більшій загрозі, не маючи під рукою ресурсів, щоб врятувати Томаса

## Сприйняття, рецензії
Publishers Weekly писав, що, схоже, книга є прологом до наступної книги серії, і містить багато довідкової інформації, яка буде корисною для нових читачів, але може бути стомлюючою для шанувальників.  Інші видання відгукнулися про роман позитивно. 